# Ліньяна
Ліньяна (італ. Lignana, п'єм. Gnan-a) — муніципалітет в Італії, у регіоні П'ємонт, провінція Верчеллі.
Ліньяна розташована на відстані близько 510 км на північний захід від Рима, 60 км на північний схід від Турина, 7 км на південний захід від Верчеллі.
Населення — 554 особи (2014).
Щорічний фестиваль відбувається першої неділі вересня. Покровитель — San Germano.

## Демографія
Населення за роками:

Станом на 1 січня 2023 року в муніципалітеті офіційно проживало 30 іноземців з 8 країн, серед них 8 громадян країн Євросоюзу та 4 громадяни України.

## Сусідні муніципалітети
- Крова
- Дезана
- Ронсекко
- Саласко
- Салі-Верчеллезе
- Верчеллі